# 石田壱城
石田 壱城（いしだ いちじょう、本名：石田 孝一（いしだ こういち））は書家。昭和15年生。北海道登別市出身。北広島市在住。
読売書法展理事審査会員。北海道書道展審査会員。北広島市文化連盟顧問。北広島市書道連盟会長。平成13年「北広島市文化賞」受賞。北海道新聞文化センター「書と表装入門」講師。書道研究『尚志会』代表。元高等学校教諭（英語、書道）